# 伊奈龍哉
伊奈 龍哉（いな りゅうや、1988年5月9日 - ）は、兵庫県洲本市由良町出身の元プロ野球選手（外野手）。

## 経歴

### プロ入り前
洲本市立由良小学校2年生時、地元の「由良少年野球クラブ」で野球を始める。当時は遊撃手だった。洲本市立由良中学校1年まで「神戸少年シニア」に所属。同中1年時、3年時には砲丸投げの選手としてジュニアオリンピックに出場し、優勝を遂げている。
近江高等学校では1年秋からベンチ入りし、2年春から4番を任せられる。高校通算74本塁打。その長打力から「伊奈ゴジラ」の異名が付いた。2005年の全国高等学校野球選手権滋賀大会では2本塁打を放ってチームの甲子園出場に貢献した。推定飛距離150mの本塁打も放っている。
2006年の高校生ドラフト3巡目で福岡ソフトバンクホークスに指名され、入団。契約金は5000万円、年俸は600万円（いずれも推定）

### プロ入り後
2007年10月27日、高卒1年目のルーキー選手ながら戦力外通告を受ける。高校時代から右肩に故障を抱えており、4月に右肩関節の手術を行ったが状態は上向かなかった。球団は来季以降の戦力として見込めないと判断し、11月30日付で自由契約が公示された。同年12月、四国・九州アイランドリーグの徳島インディゴソックスに入団。
2008年はシーズン開幕後、指名打者を中心に5試合に出場したが、右肩の回復が思わしくないことから5月31日付で選手契約を解除。練習生としてチームに残り右肩の療養を行うことになった。出場5試合での打撃成績は、14打数2安打2打点1盗塁。のちに退団する。

## 詳細情報

### 年度別打撃成績
- 一軍公式戦出場なし

### 独立リーグでの打撃成績
以下の数値は四国アイランドリーグplusウェブサイト掲載の各シーズン選手成績による。
| 年 度     | 球 団     | 打 率 | 試 合 | 打 席 | 打 数 | 得 点 | 安 打 | 二 塁 打 | 三 塁 打 | 本 塁 打 | 打 点 | 三 振 | 四 球 | 死 球 | 犠 打 | 犠 飛 | 盗 塁 | 長 打 率 | 出 塁 率 |
| --------- | --------- | ----- | ----- | ----- | ----- | ----- | ----- | -------- | -------- | -------- | ----- | ----- | ----- | ----- | ----- | ----- | ----- | -------- | -------- |
| 2008      | 徳島      | .143  | 5     | 16    | 14    | 2     | 2     | 0        | 1        | 0        | 2     | 7     | 1     | 0     | 0     | 1     | 1     | .286     | .188     |
| 通算：1年 | 通算：1年 | .143  | 5     | 16    | 14    | 2     | 2     | 0        | 1        | 0        | 2     | 7     | 1     | 0     | 0     | 1     | 1     | .286     | .188     |

### 背番号
- 55 （2007年）
- 17 （2008年）